# Maohe
Maohe (kinesiska: 茅河乡, 茅河) är en socken i Kina. Den ligger i provinsen Sichuan, i den sydvästra delen av landet, omkring 85 kilometer sydväst om provinshuvudstaden Chengdu. Antalet invånare är 7 257. Befolkningen består av 3 673 kvinnor och 3 584 män. Barn under 15 år utgör 13,0 %, vuxna 15-64 år 75 %, och äldre över 65 år 10,0 %.
Genomsnittlig årsnederbörd är 1 442 millimeter. Den regnigaste månaden är juli, med i genomsnitt 387 mm nederbörd, och den torraste är januari, med 12 mm nederbörd.